# 劉依純
劉依純（1963年1月20日—），本名劉惠玉，台灣女歌手，高雄市左營區人。擅長鋼琴自彈自唱及詞曲創作，出道前曾經在西餐廳和飯店駐唱表演。
1995年發行首張專輯《真心變無心》。1996年獲得第7屆金曲獎『最佳新人獎』。2008年以《孤單的月娘》入圍第19屆金曲獎最佳台語女歌手。
2014年12月9日，台灣歌手包偉銘在某綜藝節目表示，首度公開承認和她的戀情，2008年雙方在公益活動認識，交往約6年，2015年10月23日結婚。

## 音樂作品

### 個人專輯
- 1995年 《真心變無心》
- 1996年 《放你自由去》
- 2002年 《我的深情誰人陪》
- 2003年 《大聲說愛我》
- 2005年 《我是一片雲》
- 2005年 《月朦朧鳥矇矓》
- 2006年 《笑笑離開》
- 2007年 《孤單的月娘》
- 2011年 《續攤》
- 2011年 《雨的旋律》發燒碟
- 2012年 《斷情詩》
- 2013年 《白日夢》
- 2014年 《如果以後不會是朋友》
- 2015年 《看見曙光》

### 合輯
- 1994年 洪榮宏《空思戀》收錄<水底鴛鴦夢>、<燦爛的戀歌>
- 1999年 《感情大樓》收錄<紙花>、<孤單女人心>
- 1999年 《星座唱遊2感情系列》
- 2007年 王建傑《一半》收錄<一半>、<同心的手>
- 2008年 王建傑《心聲》收錄<心聲>、<愛情鎖>
- 2009年  <有愛就有希望>

## 演出作品

### 電視劇
- 華視《台灣靈異事件》–〈人皮倩影〉飾-何曉薇
- 民視《春天後母心》

## 主持作品

### 電視節目
- 台視《娛樂星球》

### 綜藝節目
}

## 獎項紀錄
| 日期          | 電視台／媒體           | 節目名稱         | 備註   |
| ------------- | ---------------------- | ---------------- | ------ |
| 2025年4月26日 | 臺灣電視台、八大綜合台 | 嗨！營業中第五季 | 小幫手 |

| 年份   | 頒獎典禮     | 獎項             | 作品           | 結果 |
| ------ | ------------ | ---------------- | -------------- | ---- |
| 1995年 | 第7屆金曲獎  | 新人獎           | 《真心變無心》 | 獲獎 |
| 2008年 | 第19屆金曲獎 | 最佳台語女歌手獎 | 《孤單的月娘》 | 提名 |

## 外部連結
- 劉依純粉絲團的Facebook專頁